# リキ・プッチ
- リキ・プッチ
- リキ・プーチ
- リキ・プイグ

リキ・プッチ（Riqui Puig）こと、リカルド・プッチ・マルティ（Ricard Puig Martí, 1999年8月13日 - ）は、スペイン・カタルーニャ州バルセロナ県マタダペーラ出身のサッカー選手。ロサンゼルス・ギャラクシー所属。ポジションはミッドフィールダー。

## クラブ経歴
2013年からFCバルセロナのユースチームに所属し、2018年2月14日、FCバルセロナBにてジムナスティック・タラゴナ戦でプロデビューを果たした。2017-18シーズン、UEFAユースリーグ決勝戦のチェルシーFC戦に出場し、優勝に貢献した。 2018年8月アメリカで行われたプレシーズンツアーで活躍し一躍注目を集めた。
2018-19シーズンはトップチームにも帯同。2018年12月5日の国王杯4回戦2ndレグクルトゥラル・レオネサ戦でトップチームデビューし、デニス・スアレスのゴールをアシストした。2019年4月13日のSDウエスカ戦でラ・リーガ初出場を果たした。
2019-20シーズンはシーズン終盤にスタメンに定着。しかし、キケ・セティエンが解任されると、2020年9月には新監督のロナルド・クーマンからスアレスやラキティッチらとともに構想外であることを電話で宣告されるが、残留した。2021年1月24日、第20節のエルチェ戦でトップチーム初ゴールを決めた。2022-23シーズン開幕前、再びシャビ監督からシーズンの構想に入っていないことを伝えられた。
2022年8月4日、MLSのロサンゼルス・ギャラクシーに加入し、3年半契約を交わした。

## 代表歴
カタルーニャ代表としてベネズエラ戦に後半51分にジェラール・ピケと交代してデビューした。

## 表記
日本では「プイグ」と表記されることもあるが、カタルーニャ語に準拠すると「プーチ（プッチ）」という表記が最も近く、スペイン国内でも同様に発音されている。

## プライベート
プッチは、2022年夏にFCバルセロナからアメリカのLAギャラクシーへ移籍後、ロサンゼルスでの生活を通じて「プライバシーと生活の自由」を実感しており、「ゴルフを落ち着いて楽しめる」「外食や日常がストレスなく過ごせる」と語っている。MLSではプライベートを気にされることなく過ごせる点を大きなメリットとして挙げている。
プライベートな時間を大切にする彼は、MLSでは「サッカーは第四のスポーツ」であるというほど人気が抑制され、周囲の目を気にすることなく生活できると述べており、「バルセロナではファンやメディアに行動を追われる日々だった」と振り返っている。
また、MLS到着直後、初戦で11km以上走ったと語り、「ラ・リーガの時は8〜9 kmだった」と振り返り、リーグのフィジカル差に驚いたことを明かしている。自身の体格不足がMLSで通用するには改善が必要だと感じ、積極的にトレーニングやジムワークに取り組んだと述べている。
さらに、バルセロナでの苦い経験として、シャビ監督にトレーニング参加を禁じられたことを「非常につらかった」と語っており、契約がある以上プレーの準備ができる状態であるべきと感じていたと述懐している。シャビ家とは親密な関係があったが、この経験は「選手としても友人としても深く傷ついた」と振り返っている。

## 個人成績
| クラブ       | シーズン     | リーグ戦     | リーグ戦 | リーグ戦 | 国王杯 | 国王杯 | 国際大会 | 国際大会 | その他 | その他 | 合計 | 合計 |
| クラブ       | シーズン     | ディビジョン | 出場     | 得点     | 出場   | 得点   | 出場     | 得点     | 出場   | 得点   | 出場 | 得点 |
| ------------ | ------------ | ------------ | -------- | -------- | ------ | ------ | -------- | -------- | ------ | ------ | ---- | ---- |
| バルセロナB  | 2017-18      | セグンダ     | 3        | 0        | -      | -      | -        | -        | -      | -      | 3    | 0    |
| バルセロナB  | 2018-19      | セグンダB    | 32       | 0        | -      | -      | -        | -        | -      | -      | 32   | 0    |
| バルセロナB  | 2019-20      | セグンダB    | 21       | 2        | -      | -      | -        | -        | -      | -      | 21   | 2    |
| バルセロナB  | クラブ通算   | クラブ通算   | 56       | 2        | 0      | 0      | 0        | 0        | 0      | 0      | 56   | 2    |
| バルセロナ   | 2018-19      | プリメーラ   | 2        | 0        | 1      | 0      | 0        | 0        | 0      | 0      | 3    | 0    |
| バルセロナ   | 2019-20      | プリメーラ   | 11       | 0        | 1      | 0      | 0        | 0        | 0      | 0      | 12   | 0    |
| バルセロナ   | 2020-21      | プリメーラ   | 14       | 1        | 4      | 0      | 4        | 0        | 2      | 0      | 24   | 1    |
| バルセロナ   | 2021-22      | プリメーラ   | 15       | 1        | 1      | 0      | 2        | 0        | 0      | 0      | 18   | 1    |
| バルセロナ   | クラブ通算   | クラブ通算   | 42       | 2        | 10     | 0      | 6        | 0        | 2      | 0      | 60   | 2    |
| キャリア通算 | キャリア通算 | キャリア通算 | 98       | 4        | 10     | 0      | 6        | 0        | 2      | 0      | 116  | 4    |

## タイトル

### クラブ
FCバルセロナB
- UEFAユースリーグ：1回 (2017-18)

FCバルセロナ
- コパ・デル・レイ：1回 (2020-21)